# گراند سینما
گراند سینما فیلمی به کارگردانی حسن هدایت و بازیگری عزت‌الله انتظامی، مرتضی احمدی و اکبر عبدی محصول سال ۱۳۶۷ است.

## خلاصه فیلم
داستان دربارهٔ ورود و توسعهٔ سینما و سینماداری در ایران است و وصف مشاجره‌های موسیو روسی‌خان و موسیو آقایوف که جیره‌بگیر سفارت خانه‌های روسیهٔ تزاری و بریتانیای کبیر هستند. فردی به نام قراچه‌داغی که از مجاهدان مشروطه است، جوانی به نام معلا را نصیحت می‌کند که خود را در راه توسعهٔ سینما مانند عوامل اجنبی گرفتار نکند. بعد از هجوم مجاهدان به تهران و تسخیر شهر آقایوف و روسی خان بساط خود را برمی‌چینند. به توصیهٔ قراچه داغی ادارهٔ سینما به دست معلا می‌افتد.

## بازیگران
1. عزت‌الله انتظامی
2. قاسم سیف
3. مرتضی احمدی
4. منوچهر حامدی
5. اکبر دودکار
6. ناصر لقایی
7. اصغر زمانی
8. محمود بصیری
9. اکبر عبدی
10. حسین امیرفضلی
11. ویدا مقبلی
12. ابراهیم‌آبادی
13. مسعود عربیان
14. فریدون ابوضیاء
15. منصور والامقام
16. رضا جوان
17. یوسف صمدزاده
18. یوسف آذری
19. فخرالدین صدیق‌شریف
20. ملیحه ابراهیمی شعربافان
21. التفات قربانی
22. مهدی میرزازاده
23. عباس رستمانی
24. عباس وارات
25. امیر زمانی
26. محمد ورشوچی
27. غلامرضا اصانلو
28. بهروز پیروزیان